# Lý Kỉ Hằng
Lý Kỉ Hằng (tiếng Trung: 李纪恒; sinh tháng 1 năm 1957) là tiến sĩ quản lý, chính khách nước Cộng hòa Nhân dân Trung Hoa. Ông là Ủy viên Ủy ban Trung ương Đảng Cộng sản Trung Quốc khóa XIX, nguyên là Bộ trưởng Bộ Dân chính Trung Quốc; Bí thư Khu ủy Khu tự trị Nội Mông Cổ kiêm Chủ nhiệm Ủy ban Thường vụ Đại hội đại biểu nhân dân Khu tự trị Nội Mông; Phó Bí thư Khu ủy Khu tự trị dân tộc Choang Quảng Tây; Tỉnh trưởng Chính phủ Nhân dân tỉnh Vân Nam và Bí thư Tỉnh ủy tỉnh Vân Nam.

## Xuất thân và giáo dục

### Thân thế
Lý Kỉ Hằng là người Hán sinh tháng 1 năm 1957, người Quý Cảng, Quảng Tây.

### Giáo dục
Tháng 11 năm 1976 đến tháng 8 năm 1979, Lý Kỉ Hằng theo học chuyên ngành sáng tác văn học khoa tiếng Trung Quốc tại Đại học Quảng Tây.
Tháng 9 năm 1995 đến tháng 7 năm 1998, ông theo học chuyên ngành quản lý kinh tế lớp nghiên cứu sinh tại chức, Viện Nghiên cứu sinh thuộc Trường Đảng Trung ương Đảng Cộng sản Trung Quốc.
Tháng 9 năm 1999 đến năm tháng 7 năm 2003, ông theo học nghiên cứu sinh tại chức chuyên ngành quản lý kinh tế nông nghiệp, Viện Nghiên cứu sinh thuộc Viện Khoa học xã hội Trung Quốc và được trao học vị tiến sĩ quản lý.

## Sự nghiệp

#### Quảng Tây
Tháng 10 năm 1976, ở tuổi 19, Lý Kỉ Hằng gia nhập Đảng Cộng sản Trung Quốc. Tháng 8 năm 1979, sau khi tốt nghiệp, Lý Kỉ Hằng được phân phối về công tác ở Đoàn văn công huyện Quý Quảng Tây, cán bộ Cục Văn hóa Khu tự trị dân tộc Choang Quảng Tây. Tháng 9 năm 1980, ông chuyển sang làm cán sự tin tức cho Ban Tuyên truyền Huyện ủy huyện Quý, người phụ trách tổ trù bị cơ cấu biên tập, phát hành của một tờ báo.
Tháng 11 năm 1983, Lý Kỉ Hằng được bổ nhiệm giữ chức Bí thư Đảng ủy công xã Ngõa Đường, huyện Quý, khu tự trị dân tộc Choang Quảng Tây. Tháng 5 năm 1985, ông được bổ nhiệm làm Phó Bí thư Huyện ủy huyện Quý. Tháng 9 năm 1987, ông được luân chuyển làm Phó Bí thư thứ nhất Huyện ủy Bình Nam, khu tự trị dân tộc Choang Quảng Tây. Tháng 6 năm 1988, ông được bổ nhiệm giữ chức Bí thư Huyện ủy Bình Nam. Tháng 2 năm 1990, Lý Kỉ Hằng được luân chuyển giữ chức Bí thư Huyện ủy Quế Bình, khu tự trị dân tộc Choang Quảng Tây.
Tháng 8 năm 1991, ông được bổ nhiệm giữ chức Phó Bí thư Địa ủy địa khu Hà Trì, Phó Chuyên viên Cơ quan hành chính Địa khu Hà Trì nay thuộc thành phố Hà Trì, khu tự trị dân tộc Choang Quảng Tây. Tháng 8 năm 1992, ông được bổ nhiệm làm Phó Bí thư Địa ủy địa khu Hà Trì, Chuyên viên Cơ quan hành chính Địa khu Hà Trì. Tháng 2 năm 1995, Lý Kỉ Hằng được bổ nhiệm giữ chức Bí thư Địa ủy địa khu Hà Trì, Chuyên viên Cơ quan hành chính Địa khu Hà Trì. Tháng 4 năm 1996, ông thôi kiêm nhiệm chức vụ Chuyên viên Cơ quan hành chính Địa khu Hà Trì. Tháng 7 năm 1996, ông được bổ nhiệm làm Bí thư Thành ủy Ngọc Lâm, khu tự trị dân tộc Choang Quảng Tây.
Tháng 9 năm 1997, tại Đại hội Đảng Cộng sản Trung Quốc lần thứ 15, Lý Kỉ Hằng được bầu làm Ủy viên dự khuyết Ban Chấp hành Trung ương Đảng Cộng sản Trung Quốc khóa XV. Tháng 12 năm 1997, ông được bầu làm Ủy viên Ban Thường vụ Khu ủy Khu tự trị dân tộc Choang Quảng Tây kiêm Bí thư Thành ủy Ngọc Lâm, Chủ nhiệm Ủy ban Thường vụ Đại hội đại biểu nhân dân thành phố Ngọc Lâm.
Tháng 6 năm 2001, Lý Kỉ Hằng được luân chuyển làm Ủy viên Ban Thường vụ Khu ủy Khu tự trị dân tộc Choang Quảng Tây kiêm Bí thư Thành ủy Nam Ninh. Tháng 8 năm 2001, ông được bầu kiêm nhiệm chức vụ Chủ nhiệm Ủy ban Thường vụ Đại hội đại biểu nhân dân thành phố Nam Ninh. Ngày 14 tháng 11 năm 2002, tại phiên bế mạc của Đại hội Đảng Cộng sản Trung Quốc lần thứ 16, Lý Kỉ Hằng được bầu lại là Ủy viên dự khuyết Ban Chấp hành Trung ương Đảng Cộng sản Trung Quốc khóa XVI.
Tháng 4 năm 2003, ông kiêm nhiệm chức vụ Phó Bí thư Khu ủy Khu tự trị dân tộc Choang Quảng Tây. Tháng 3 năm 2005, ông thôi kiêm nhiệm chức vụ Bí thư Thành ủy Nam Ninh, Chủ nhiệm Ủy ban Thường vụ Đại hội đại biểu nhân dân thành phố Nam Ninh.

#### Vân Nam
Tháng 7 năm 2006, Lý Kỉ Hằng được điều rời khỏi quê hương Quảng Tây đến tỉnh Vân Nam nhậm chức Phó Bí thư Tỉnh ủy Vân Nam. Ngày 21 tháng 10 năm 2007, tại Đại hội Đảng Cộng sản Trung Quốc lần thứ 17, ông tiếp tục được bầu làm Ủy viên dự khuyết Ủy ban Trung ương Đảng Cộng sản Trung Quốc khóa XVII. Tháng 8 năm 2011, Lý Kỉ Hằng được đề cử làm quyền Tỉnh trưởng Chính phủ Nhân dân tỉnh Vân Nam thay cho ông Tần Quang Vinh trở thành Bí thư Tỉnh ủy Vân Nam. Tháng 2 năm 2012, ông chính thức được bầu giữ chức vụ Tỉnh trưởng Chính phủ nhân dân tỉnh Vân Nam. Ngày 14 tháng 11 năm 2012, tại phiên bế mạc của Đại hội Đảng Cộng sản Trung Quốc lần thứ 18, ông được bầu làm Ủy viên chính thức Ủy ban Trung ương Đảng Cộng sản Trung Quốc khóa XVIII.
Ngày 14 tháng 10 năm 2014, Ủy ban Trung ương Đảng Cộng sản Trung Quốc quyết định bổ nhiệm Lý Kỉ Hằng làm Bí thư Tỉnh ủy Vân Nam kế nhiệm ông Tần Quang Vinh. Tháng 1 năm 2015, ông được bầu kiêm nhiệm chức vụ Chủ nhiệm Ủy ban Thường vụ Đại hội đại biểu nhân dân tỉnh Vân Nam. Ngày 28 tháng 8 năm 2016, ông được miễn nhiệm chức vụ Bí thư Tỉnh ủy Vân Nam.

#### Nội Mông
Ngày 29 tháng 8 năm 2016, Ban Chấp hành Trung ương Đảng Cộng sản Trung Quốc khóa XVIII quyết định bổ nhiệm Lý Kỉ Hằng làm Bí thư Khu ủy Khu tự trị Nội Mông. Ngày 18 tháng 1 năm 2017, tại hội nghị lần thứ sáu của Đại hội đại biểu nhân dân khóa XII khu tự trị Nội Mông, Lý Kỉ Hằng được bầu kiêm nhiệm chức vụ Chủ nhiệm Ủy ban Thường vụ Đại hội đại biểu nhân dân khu tự trị Nội Mông.
Ngày 24 tháng 10 năm 2017, tại phiên bế mạc của Đại hội Đảng Cộng sản Trung Quốc lần thứ XIX, ông được bầu làm Ủy viên Ủy ban Trung ương Đảng Cộng sản Trung Quốc khóa XIX. Ngày 30 tháng 1 năm 2018, tại hội nghị lần thứ nhất của Đại hội đại biểu nhân dân khóa XIII khu tự trị Nội Mông, Lý Kỉ Hằng được bầu tái đắc cử chức vụ Chủ nhiệm Ủy ban Thường vụ Đại hội đại biểu nhân dân Khu tự trị Nội Mông.
Tháng 10 năm 2019, ông được điều chuyển, bổ nhiệm làm Bộ trưởng Bộ Dân chính Trung Quốc, miễn nhiệm vào ngày 28 tháng 2 năm 2022.